# Phasenrauschen
Phasenrauschen (englisch Phase Noise) ist über die Zeit betrachtet die Differenz der theoretischen und der tatsächlichen Phasenlage bzw. der entsprechenden Nulldurchgänge einer harmonischen Schwingung oder eines periodischen Signals. Es wird für Betrachtungen im Frequenzbereich benutzt, um die Rauschleistungsdichte eines Oszillators zu bewerten.
Dagegen wird im Zeitbereich der Jitter betrachtet, welcher die zeitliche Abweichung in der Periodendauer des Oszillatorsignals angibt. Phasenrauschen und Jitter sind unterschiedliche Beschreibungsformen für das gleiche physikalische Phänomen.
Nicht zu verwechseln ist der Begriff des Phasenrauschen mit der Phasenverschiebung.

## Entstehung
Phasenrauschen bedeutet, dass ein Oszillator neben der beabsichtigten Frequenz weitere, benachbarte Spektralanteile aufweist. Das Phasenrauschen ist ein Merkmal aller Oszillatoren und hängt maßgeblich vom Gütefaktor Q ab: Oszillatoren mit hohem Gütefaktor haben in der Regel geringeres Phasenrauschen als solche mit kleinem Gütefaktor.

## Mathematische Darstellung

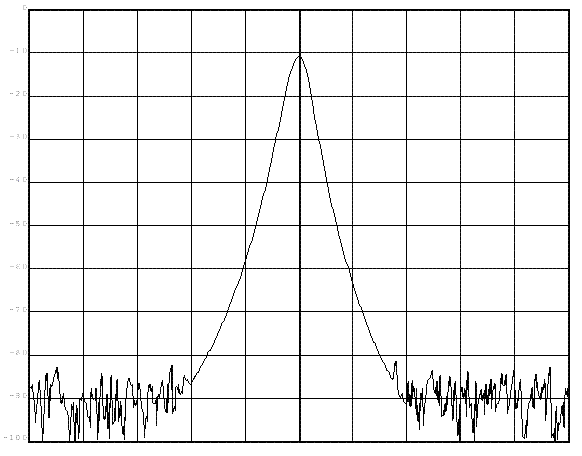
„Skirt Bildung“ infolge Phasenrauschens

Im Falle ohne Phasenrauschen kann eine Sinusfrequenz mit additivem Grundrauschen ausgedrückt werden als:
{\displaystyle s(t)=A\cdot \cos(\omega \cdot c\cdot t)+w(t)}
Hier beschreibt der Term {\displaystyle w(t)} das Grundrauschen, das wie das Phasenrauschen durch thermisches Rauschen hervorgerufen wird.
Durch Phasenrauschen („Skirt-Bildung“) wird die Sinusfrequenz spektral aufgeweitet, wie in nebenstehender Abbildung in Form eines Leistungsdichtespektrums (PSD) dargestellt.
{\displaystyle s(t)=A\cdot \cos(\omega \cdot c\cdot t+\varphi (t))+w(t)}
Das Phasenrauschen wird durch den Term {\displaystyle \varphi (t)} beschrieben. Dieser stellt eine zufällige Änderung der Phasenlage der Sinuswelle und somit eine Abweichung von der idealen monofrequenten Oszillation dar.
Unterliegt zusätzlich die Amplitude {\displaystyle A} einer zeitlichen Schwankung, so spricht man vom Amplitudenrauschen. In der Regel ist bei Oszillatorschaltungen das Phasenrauschen der dominierende Rauscheffekt.

## Messung

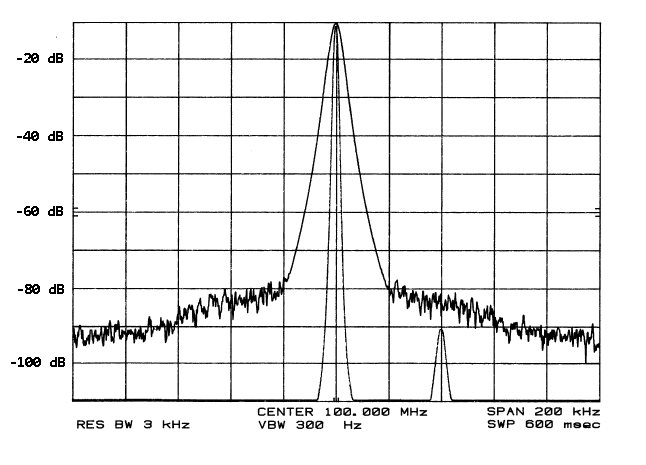
Messergebnis einer Phasenrauschen-Messung eines Oszillators

Das Phasenrauschen kann mit einem Spektrumanalysator gemessen werden, wenn das Phasenrauschen seines lokalen Oszillators deutlich kleiner als das zu messende Phasenrauschen ist.
Es wird angegeben in dBc/Hz (dB Carrier/Hz) bei einem bestimmten Abstand (Frequenzoffset bzw. Offsetfrequenz) von der Oszillatorfrequenz. Da es sich beim Phasenrauschen um eine Rauschleistungsdichte handelt, muss zu seiner Angabe die Rauschleistung auf eine bestimmte Bandbreite bezogen werden.
Beträgt beispielsweise die Ausgangsleistung eines Oszillators auf seiner Frequenz 5 dBm, wird die Rauschleistung mit einer Bandbreite von 1 Hz gemessen, und wird bei einem Frequenzoffset von 100 kHz neben der Oszillatorfrequenz eine Leistung von −110 dBm gemessen, so resultiert daraus ein Phasenrauschen von −115 dBc/Hz:
{\displaystyle \mathrm {PR(f_{offset})={\frac {Rauschleistung(f_{offset})-Oszillatorleistung}{Bandbreite}}} }

## Phasenrauschen und Jitter
Phasenrauschen kann in den Bereichen des Leistungsdichtespektrums ohne 1/f-Rauschen und bei Auftreten einer gleichmäßigen Änderungsrate von −20 dBc/Hz pro Dekade über folgende Gleichung näherungsweise in Bezug zum Cycle-to-Cycle Jitter {\displaystyle J_{cc}} gesetzt werden:
{\displaystyle J_{cc}\approx {\sqrt {\frac {f^{2}{\mathcal {L}}\left(f\right)}{f_{osc}^{3}}}}}
mit
- dem Phasenrauschen {\displaystyle {\mathcal {L}}\left(f\right)}
- der Offsetfrequenz {\displaystyle f}
- der Oszillatorfrequenz {\displaystyle f_{osc}}.

Beispielsweise entspricht ein Oszillator mit der angegebenen Oszillatorfrequenz von 150 MHz und einem Phasenrauschen von −55 dBc/Hz, bei einer Offsetfrequenz von 1 kHz, näherungsweise einem Cycle-to-Cycle Jitter von 0,97 ps.
Die Einschränkung auf fehlendes 1/f-Rauschen hängt mit der Art der Verteilungsfunktion zusammen: in dem Spektralbereich, wo 1/f-Rauschen auftritt, ist die Näherungsformel nicht anwendbar, hier sind die Zusammenhänge zwischen Phasenrauschen und Jitter komplexer.

## Folgen
Phasenrauschen hat in der Kommunikationstechnologie zur Folge, dass die Trennschärfe abnimmt oder es zu Abtastfehlern kommt, die wiederum eine höhere Bitfehlerrate bewirken. Um hohe Datenübertragungsraten auch auf größere Entfernung realisieren zu können, sind daher Oszillatoren mit sehr geringem Phasenrauschen notwendig.
In der Hochfrequenztechnik wird das Phasenrauschen häufig durch die Genauigkeit der Messsysteme beschränkt.